# Các dấu chân Happisburgh
Các dấu chân Happisburgh là các dấu chân cổ đã được phát hiện tháng 5/2013 ở Anh, ở dưới lớp trầm tích đá một bãi biển gần thành phố Happisburgh, Norfolk. Những dấu chân này sau đó đã bị sóng biển phá hỏng. Nghiên cứu các dấu chân này đã được công bố vào ngày 7 tháng 2 năm 2014. Đây là một trong những dấu chân người cổ nhất trên thế giới và được xem là bằng chứng sớm nhất của cuộc sống con người ở Bắc Âu. Đây là các dấu chân người cổ nhất được phát hiện bên ngoài châu Phi. Các dấu chân của nhiều người này được cho là có niên đại 800.000 năm.
Trước khi được phát hiện tại Happisburgh, những dấu chân người cổ nhất được biết ở Anh là ở Uskmouth thuộc South Wales, từ thời đại đồ đá giữa và phương pháp xác định niên đại carbon cho thấy các bước chân này có từ năm 4.600 trước Công nguyên.